# در کف زندگی
در کف زندگی (به هندی: Jaan Hatheli Pe) فیلمی محصول سال ۱۹۸۷ و به کارگردانی راگونات جیهالانی است. در این فیلم بازیگرانی همچون درمندرا، جیتندرا، راج بابار، هما مالینی، ریکا، رانجیت، شاکتی کاپور، کولبوشان کارباندا ایفای نقش کرده‌اند.